# Liste der Biografien/Ferb
Liste der Biografien |
Portal Biografien |
Personensuche
# |
A |
B |
C |
D |
E |
F |
G |
H |
I |
J |
K |
L |
M |
N |
O |
P |
Q |
R |
S |
T |
U |
V |
W |
X |
Y |
Z |
?
 
Fa |
Fe |
Ff |
Fh |
Fi |
Fj |
Fk |
Fl |
Fm |
Fn |
Fo |
Fr |
Ft |
Fu |
Fy
 
Fea |
Feb |
Fec |
Fed |
Fee |
Fef |
Feg |
Feh |
Fei |
Fej |
Fek |
Fel |
Fem |
Fen |
Feo |
Fer |
Fes |
Fet |
Feu |
Fev |
Few |
Fey |
Fez
 
Fera |
Ferb |
Ferc |
Ferd |
Fere |
Ferf |
Ferg |
Ferh |
Feri |
Ferj |
Ferk |
Ferl |
Ferm |
Fern |
Fero |
Ferr |
Fers |
Fert |
Feru |
Ferv |
Ferw |
Fery |
Ferz
Die Liste der Biografien führt alle Personen auf, die in der deutschsprachigen Wikipedia einen Artikel haben. Dieses ist eine Teilliste mit 46 Einträgen von Personen, deren Namen mit den Buchstaben „Ferb“ beginnt.

## Ferb

### Ferba
- Ferbach, Johann (1913–1970), deutscher Auftragsmörder

### Ferbe
- Ferber, Alan (* 1975), US-amerikanischer Jazz-Posaunist, Komponist und Bandleader
- Ferber, Albert (1923–2010), deutscher Ringer
- Ferber, Christian (1919–1992), deutscher Schriftsteller und Journalist
- Ferber, Christian von (1926–2024), deutscher Ökonom und Soziologe
- Ferber, Christine (* 1960), französische Konditorin, Gelierköchin, Chocolatière
- Ferber, Christoph (* 1954), Schweizer Übersetzer und Literaturwissenschaftler
- Ferber, Constantin (1520–1588), Bürgermeister von Danzig
- Ferber, Dorle (* 1952), deutsche Musikerin (Geige), Klangkünstlerin und Autorin
- Ferber, Eberhard (1463–1529), Bürgermeister von Danzig (1510–1522)
- Ferber, Edna (1885–1968), US-amerikanische Schriftstellerin ungarischer Herkunft
- Ferber, Elmar (1944–2008), deutscher Verleger, Autor, Filmemacher
- Ferber, Ernst (1914–1998), deutscher Militär, General der BundeswehrErnst Ferber (1914–1998)

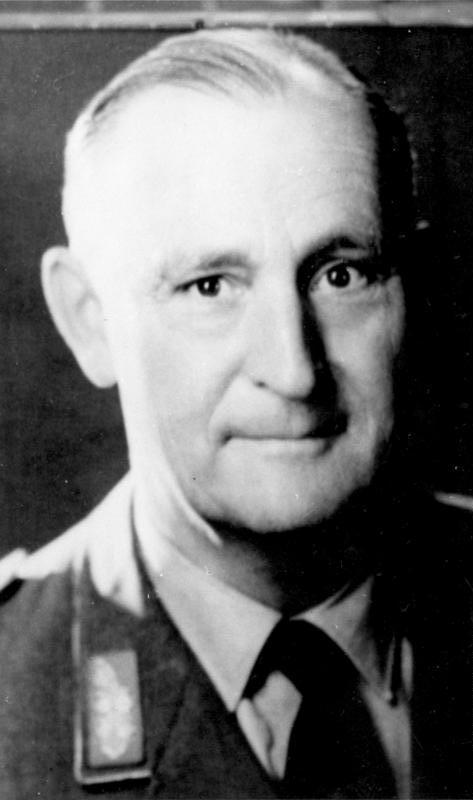
Ernst Ferber (1914–1998)

- Ferber, Erwin (1885–1976), deutscher Chemiker, Rektor der TH Breslau
- Ferber, Ewerd (1387–1451), deutscher Fernhandelskaufmann und Stammvater des Patriziergeschlechts Ferber
- Ferber, Felicitas, deutsche Schauspielerin
- Ferber, Ferdinand (1862–1909), französischer Luftfahrtpionier
- Ferber, Friedrich Wilhelm von (1732–1800), kursächsischer Staatsmann, Hof- und Justizrat
- Ferber, Heinrich (1832–1895), deutscher Verwaltungsangestellter, Archivar und Regionalhistoriker
- Ferber, Henning (* 1971), deutscher Filmproduzent
- Ferber, Herbert (1906–1991), US-amerikanischer Bildhauer
- Ferber, Hilde (1901–1967), deutsche Glasmalerin und Pädagogin
- Ferber, Johann (1430–1501), deutscher Kaufmann und Bürgermeister von Danzig (1479–1501)
- Ferber, Johann Jacob (1743–1790), schwedischer Mineraloge und Geologe
- Ferber, Johann Karl Christoph (1739–1786), deutscher Hochschullehrer und Philosoph
- Ferber, Josef (1874–1951), deutscher Architekt
- Ferber, Karl (* 1923), deutscher Fußballspieler
- Ferber, Karl Josef (* 1901), deutscher Jurist
- Ferber, Marianne (1923–2013), US-amerikanische Wirtschaftswissenschaftlerin
- Ferber, Mark (* 1975), US-amerikanischer Jazz-Schlagzeuger
- Ferber, Markus (* 1965), deutscher Politiker (CSU), MdEPMarkus Ferber (* 1965)

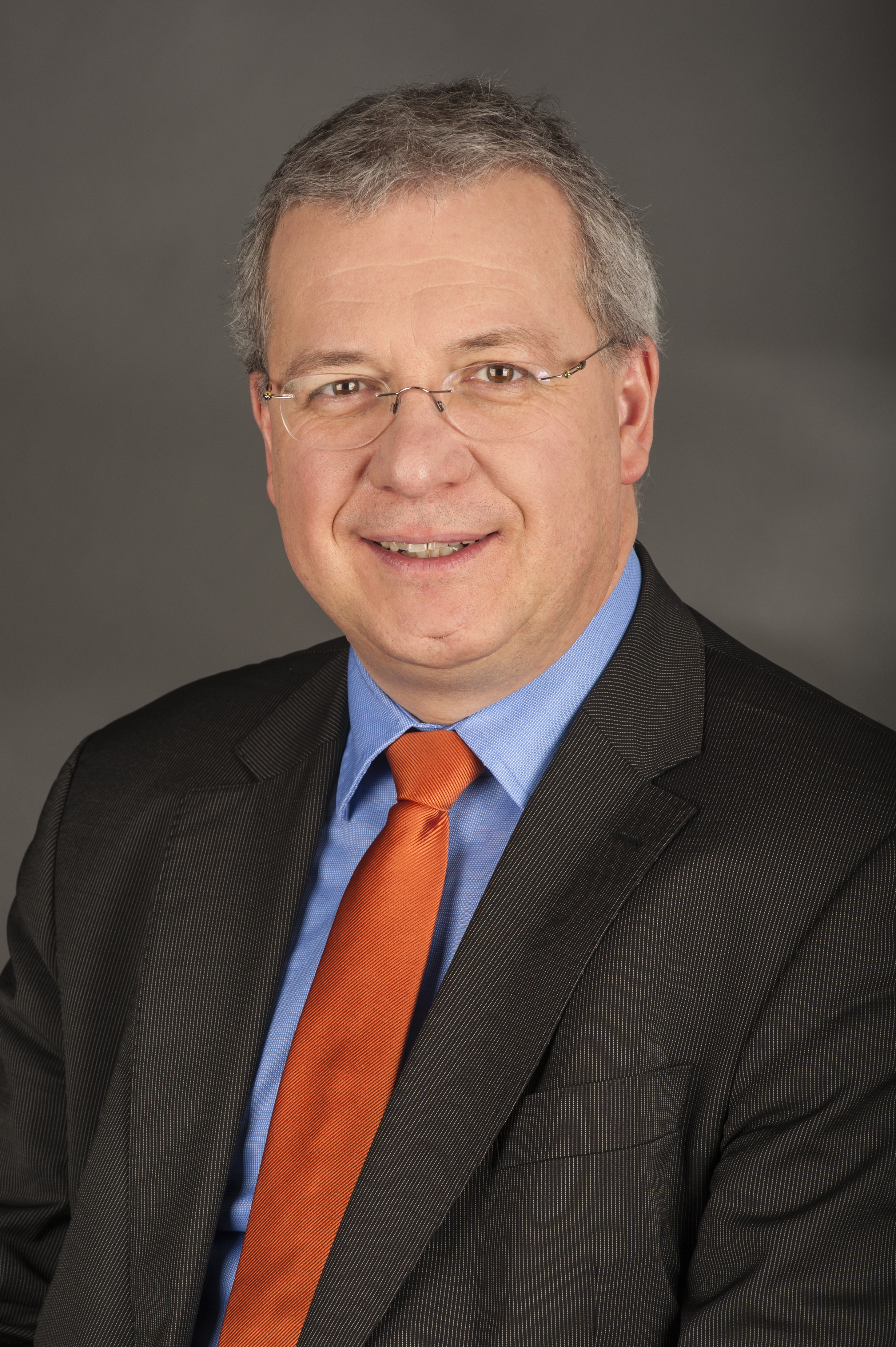
Markus Ferber (* 1965)

- Ferber, Marlies (* 1966), deutsche Schriftstellerin und Übersetzerin
- Ferber, Mauritius (1471–1537), Fürstbischof von Ermland
- Ferber, Nicole (* 1977), deutsche Fußballspielerin
- Ferber, Nikolaus († 1535), deutscher Ordensgeistlicher, Mitglied des Franziskanerordens
- Ferber, Rafael (* 1950), Schweizer Philosoph, Professor für Philosophie
- Ferber, Richard (* 1944), US-amerikanischer Neurologe und Kinderarzt
- Ferber, Victor Wilhelm von (1809–1897), sächsischer Rittergutsbesitzer, Jurist und Politiker
- Ferber, Walter (1907–1996), deutscher Publizist und Journalist
- Ferber, Wolfgang Andreas, Bürgermeister von Zwickau
- Ferber, Wolfgang d. Ä. (1586–1657), Pritschmeister, Steuereinnehmer und Dichter
- Ferberg, Nils (1931–2017), deutscher Politiker (SPD), MdA
- Ferbers, Gustav (1850–1926), deutscher katholischer Pfarrer, Autor und Übersetzer
- Ferbers, Jutta (* 1957), deutsche Dramaturgin
- Ferbert, Andreas (* 1951), deutscher Neurologe, Diplom-Psychologe und neurologischer Gutachter

### Ferbo
- Ferbos, Lionel (1911–2014), US-amerikanischer Trompeter des New Orleans Jazz